# 明氏鋸尾鯊
明氏鋸尾鯊（學名：Galeus mincaronei），又稱明氏蜥鯊，為軟骨魚綱真鯊目猫鲨科鋸尾鯊屬的一個種，被IUCN列為易危保育類動物，分布於西南大西洋巴西南里奧格蘭德州和聖卡塔琳娜州海域，深度236至600公尺，本魚體修長，頭部短而窄，口鼻部呈圓形，眼睛呈水平橢圓形，並配有瞬膜，每隻眼睛下面都有一條細細的脊，後面有一個微小的氣孔，鼻孔前緣擴大成三角形皮瓣，嘴形成一個短而寬的拱形，嘴角周圍有相當長而深的皺紋，雄魚比雌魚有稍長、稍窄的嘴和更大的牙齒，上齒排大約57-71排，下齒排大約56-63排，有五對鰓縫，第四對和第五對位於胸鰭基部上方。第一背鰭起源於腹鰭的後部，而第二背鰭則起源於臀鰭的後部，兩個背鰭都很小，頂端呈圓形，第一個比第二個稍小，胸鰭相當大，有圓角，臀鰭基部佔總長度的11%至14%，尾鰭短，下葉較小，上葉尖端附近有腹側切跡，背部顏色為紅棕色，背部兩側有一系列大的橢圓形斑點，斑點顏色更深，輪廓為白色，並且向尾巴方向變得不那麼明顯，魚鰭是黑色，腹部底面是灰白色，口腔內部呈黑色，體長可達40.4公分，棲息在大陸架的深水珊瑚礁，那裏富含海扇、硬珊瑚、海綿、海百合，屬肉食性，卵生，卵被包裹在一個淡紅色的花瓶形卵囊中，卵囊長約5-6公分，寬4公分，四個角有捲鬚。雄魚和雌魚分別在36-38公分和35-39公分長時達到性成熟，不具經濟價值，在魷魚漁業使用的海底延繩釣、海底拖網和陷阱中偶然捕獲。